# 国際連合安全保障理事会決議の一覧 (1601-1700)
| 決議 | 日付           | 投票        | 備考                                                                             | 文書リンク                                            |
| --- | -------------- | ----------- | -------------------------------------------------------------------------------- | ----------------------------------------------------- |
| 2005年安全保障理事会理事国 · 中国 フランス ロシア イギリス アメリカ合衆国 · アルジェリア アルゼンチン ベナン ブラジル デンマーク ギリシャ 日本 フィリピン ルーマニア タンザニア |                |             |                                                                                  |                                                       |
| 1601 | 2005年5月31日  | 全会一致    | 国際連合ハイチ安定化ミッションの活動期限延長                                     | 原文 日本語訳 ウィキソース(英語)                      |
| 1602 | 2005年5月31日  | 全会一致    | 国際連合ブルンジ活動の活動期限延長                                               | 原文 日本語訳 ウィキソース(英語)                      |
| 1603 | 2005年6月3日   | 全会一致    | 国際連合コートジボワール活動の活動期限延長                                       | 原文 日本語訳 ウィキソース(英語)                      |
| 1604 | 2005年6月15日  | 全会一致    | 国際連合キプロス平和維持軍の活動期限延長                                         | 原文 日本語訳 ウィキソース(英語)                      |
| 1605 | 2005年6月17日  | 全会一致    | 国際連合兵力引き離し監視軍の活動期限延長                                         | 原文 日本語訳 ウィキソース(英語)                      |
| 1606 | 2005年6月20日  | 全会一致    | ブルンジ情勢に関して                                                             | 原文 日本語訳 ウィキソース(英語)                      |
| 1607 | 2005年6月21日  | 全会一致    | リベリアにおけるダイヤモンド禁輸について                                         | 原文 日本語訳 ウィキソース(英語)                      |
| 1608 | 2005年6月22日  | 全会一致    | 国際連合ハイチ安定化ミッションの活動期限延長                                     | 原文 日本語訳 ウィキソース(英語)                      |
| 1609 | 2005年6月24日  | 全会一致    | 国際連合コートジボワール活動の活動期限延長及びフランス軍支援について             | 原文 日本語訳 ウィキソース(英語)                      |
| 1610 | 2005年6月30日  | 全会一致    | 国際連合シエラレオネ派遣団の活動期限延長                                         | 原文 日本語訳 ウィキソース(英語)                      |
| 1611 | 2005年7月7日   | 全会一致    | テロ行為の脅威に対して                                                           | 原文 日本語訳 ウィキソース(英語)                      |
| 1612 | 2005年7月26日  | 全会一致    | 紛争における児童の保護に関して                                                   | 原文 日本語訳 ウィキソース(英語)                      |
| 1613 | 2005年7月26日  | 全会一致    | 旧ユーゴスラビア国際戦犯法廷の判事について                                       | 原文 日本語訳 ウィキソース(英語)                      |
| 1614 | 2005年7月29日  | 全会一致    | 国際連合レバノン暫定駐留軍の活動期限延長                                         | 原文 日本語訳 ウィキソース(英語)                      |
| 1615 | 2005年7月29日  | 全会一致    | 国際連合グルジア監視団の活動期限延長                                             | 原文 日本語訳 ウィキソース(英語)                      |
| 1616 | 2005年7月29日  | 全会一致    | コンゴ民主共和国に対する武器禁輸について                                         | 原文 日本語訳 ウィキソース(英語) ウィキソース日本語訳 |
| 1617 | 2005年7月29日  | 全会一致    | テロ行為の脅威に対して                                                           | 原文 日本語訳 ウィキソース(英語)                      |
| 1618 | 2005年8月4日   | 全会一致    | テロ行為の脅威に対して                                                           | 原文 日本語訳 ウィキソース(英語)                      |
| 1619 | 2005年8月11日  | 全会一致    | イラク情勢に関して                                                               | 原文 日本語訳 ウィキソース(英語)                      |
| 1620 | 2005年8月31日  | 全会一致    | 国際連合シエラレオネ統合事務所の設立に関して                                     | 原文 日本語訳 ウィキソース(英語)                      |
| 1621 | 2005年9月6日   | 全会一致    | 国際連合コンゴ民主共和国ミッションの増強に関して                                 | 原文 日本語訳 ウィキソース(英語)                      |
| 1622 | 2005年9月13日  | 全会一致    | 国際連合エチオピア・エリトリア派遣団の活動期限延長                               | 原文 日本語訳 ウィキソース(英語)                      |
| 1623 | 2005年9月13日  | 全会一致    | アフガニスタンにおける国際治安支援部隊の活動期限延長                             | 原文 日本語訳 ウィキソース(英語)                      |
| 1624 | 2005年9月14日  | 全会一致    | テロ行為の脅威に対して                                                           | 原文 日本語訳 ウィキソース(英語)                      |
| 1625 | 2005年9月14日  | 全会一致    | テロ行為の脅威に対して                                                           | 原文 日本語訳 ウィキソース(英語)                      |
| 1626 | 2005年9月19日  | 全会一致    | 国際連合リベリア・ミッションの活動期限延長                                       | 原文 日本語訳 ウィキソース(英語)                      |
| 1627 | 2005年9月23日  | 全会一致    | 国際連合スーダン派遣団の活動期限延長                                             | 原文 日本語訳 ウィキソース(英語)                      |
| 1628 | 2005年9月30日  | 全会一致    | 国際連合コンゴ民主共和国ミッションの活動期限延長                                 | 原文 日本語訳 ウィキソース(英語)                      |
| 1629 | 2005年9月30日  | 全会一致    | 旧ユーゴスラビア国際戦犯法廷について                                             | 原文 日本語訳 ウィキソース(英語)                      |
| 1630 | 2005年10月14日 | 全会一致    | ソマリアに対する武器禁輸について                                                 | 原文 日本語訳 ウィキソース(英語)                      |
| 1631 | 2005年10月17日 | 全会一致    | 国際連合と他の国際機関との協力について                                           | 原文 日本語訳 ウィキソース(英語)                      |
| 1632 | 2005年10月18日 | 全会一致    | コートジボワール情勢に関して                                                     | 原文 日本語訳 ウィキソース(英語)                      |
| 1633 | 2005年10月21日 | 全会一致    | コートジボワールに関する和平について                                             | 原文 日本語訳 ウィキソース(英語)                      |
| 1634 | 2005年10月28日 | 全会一致    | 国際連合西サハラ住民投票ミッションの活動期限延長                                 | 原文 日本語訳 ウィキソース(英語)                      |
| 1635 | 2005年10月28日 | 全会一致    | 国際連合コンゴ民主共和国ミッションの活動期限延長                                 | 原文 日本語訳 ウィキソース(英語)                      |
| 1636 | 2005年10月31日 | 全会一致    | シリアに対してレバノンの事件における調査委員会への協力を要請                     | 原文 日本語訳 ウィキソース(英語)                      |
| 1637 | 2005年11月8日  | 全会一致    | イラク多国籍軍の活動期限延長                                                     | 原文 日本語訳 ウィキソース(英語)                      |
| 1638 | 2005年11月11日 | 全会一致    | リベリア大統領のチャールズ・テーラーの逮捕と裁判所への移送について               | 原文 日本語訳 ウィキソース(英語)                      |
| 1639 | 2005年11月21日 | 全会一致    | ボスニア・ヘルツェゴヴィナにおける欧州連合部隊 アルテアの活動期限延長            | 原文 日本語訳 ウィキソース(英語)                      |
| 1640 | 2005年11月23日 | 全会一致    | エリトリアに対し国際連合エチオピア・エリトリア派遣団への協力要請                 | 原文 日本語訳 ウィキソース(英語)                      |
| 1641 | 2005年11月30日 | 全会一致    | 国際連合ブルンジ活動の活動期限延長                                               | 原文 日本語訳 ウィキソース(英語)                      |
| 1642 | 2005年12月14日 | 全会一致    | 国際連合キプロス平和維持軍の活動期限延長                                         | 原文 日本語訳 ウィキソース(英語)                      |
| 1643 | 2005年12月15日 | 全会一致    | コートジボワールに対する武器禁輸・経済制裁について                               | 原文 日本語訳 ウィキソース(英語) ウィキソース日本語訳 |
| 1644 | 2005年12月15日 | 全会一致    | レバノンの事件に対する国際調査委員会について                                     | 原文 日本語訳 ウィキソース(英語)                      |
| 1645 | 2005年12月20日 | 全会一致    | 紛争後の和平に関して                                                             | 原文 日本語訳 ウィキソース(英語)                      |
| 1646 | 2005年12月20日 | 採択 13-0-2 | 紛争後の和平に関して                                                             | 原文 日本語訳 ウィキソース(英語)                      |
| 1647 | 2005年12月20日 | 全会一致    | リベリアにおける武器禁輸・ダイヤモンドなどの経済制裁について                     | 原文 日本語訳 ウィキソース(英語)                      |
| 1648 | 2005年12月21日 | 全会一致    | 国際連合兵力引き離し監視軍の活動期限延長                                         | 原文 日本語訳 ウィキソース(英語)                      |
| 1649 | 2005年12月21日 | 全会一致    | コンゴ民主共和国に対する武器禁輸・経済制裁について                               | 原文 日本語訳 ウィキソース(英語) ウィキソース日本語訳 |
| 1650 | 2005年12月21日 | 全会一致    | 国際連合ブルンジ活動の活動期限延長                                               | 原文 日本語訳 ウィキソース(英語)                      |
| 1651 | 2005年12月21日 | 全会一致    | ダルフールおよび西部スーダン情勢に関して                                         | 原文 日本語訳 ウィキソース(英語)                      |
| 2006年安全保障理事会理事国 · 中国 フランス ロシア イギリス アメリカ合衆国 · アルゼンチン コンゴ共和国 デンマーク ガーナ ギリシャ 日本 ペルー カタール スロバキア タンザニア     |                |             |                                                                                  |                                                       |
| 1652 | 2006年1月24日  | 全会一致    | 国際連合コートジボワール活動の活動期限延長及びフランス軍支援について             | 原文 日本語訳 ウィキソース(英語)                      |
| 1653 | 2006年1月27日  | 全会一致    | コンゴ民主共和国・ルワンダ・ブルンジに関して                                     | 原文 日本語訳 ウィキソース(英語)                      |
| 1654 | 2006年1月31日  | 全会一致    | コンゴ民主共和国に対する武器禁輸について                                         | 原文 日本語訳 ウィキソース(英語)                      |
| 1655 | 2006年1月31日  | 全会一致    | 国際連合レバノン暫定駐留軍の活動期限延長                                         | 原文 日本語訳 ウィキソース(英語)                      |
| 1656 | 2006年1月31日  | 全会一致    | 国際連合グルジア監視団の活動期限延長                                             | 原文 日本語訳 ウィキソース(英語)                      |
| 1657 | 2006年2月6日   | 全会一致    | 国際連合リベリア・ミッションより国際連合コートジボワール活動への部隊転出について | 原文 日本語訳 ウィキソース(英語)                      |
| 1658 | 2006年2月14日  | 全会一致    | 国際連合ハイチ安定化ミッションの活動期限延長                                     | 原文 日本語訳 ウィキソース(英語)                      |
| 1659 | 2006年2月15日  | 全会一致    | アフガニスタン情勢に関して                                                       | 原文 日本語訳 ウィキソース(英語)                      |
| 1660 | 2006年2月28日  | 全会一致    | 旧ユーゴスラビア国際戦犯法廷について                                             | 原文 日本語訳 ウィキソース(英語)                      |
| 1661 | 2006年3月14日  | 全会一致    | 国際連合エチオピア・エリトリア派遣団の活動期限延長                               | 原文 日本語訳 ウィキソース(英語)                      |
| 1662 | 2006年3月23日  | 全会一致    | 国連アフガニスタン支援ミッションの活動期限延長                                   | 原文 日本語訳 ウィキソース(英語)                      |
| 1663 | 2006年3月24日  | 全会一致    | 国際連合スーダン派遣団の活動期限延長                                             | 原文 日本語訳 ウィキソース(英語)                      |
| 1664 | 2006年3月29日  | 全会一致    | レバノンのラフィーク・ハリーリー暗殺事件について                                 | 原文 日本語訳 ウィキソース(英語)                      |
| 1665 | 2006年3月29日  | 全会一致    | ダルフールおよび西部スーダン情勢に関して                                         | 原文 日本語訳 ウィキソース(英語)                      |
| 1666 | 2006年3月31日  | 全会一致    | 国際連合グルジア監視団の活動期限延長                                             | 原文 日本語訳 ウィキソース(英語)                      |
| 1667 | 2006年3月31日  | 全会一致    | 国際連合リベリア・ミッションの活動期限延長                                       | 原文 日本語訳 ウィキソース(英語)                      |
| 1668 | 2006年4月10日  | 全会一致    | 旧ユーゴスラビア国際戦犯法廷について                                             | 原文 日本語訳 ウィキソース(英語)                      |
| 1669 | 2006年4月10日  | 全会一致    | 国際連合ブルンジ活動から国際連合コンゴ民主共和国ミッションへの要員移動について   | 原文 日本語訳 ウィキソース(英語)                      |
| 1670 | 2006年4月13日  | 全会一致    | 国際連合エチオピア・エリトリア派遣団の活動期限延長                               | 原文 日本語訳 ウィキソース(英語)                      |
| 1671 | 2006年4月25日  | 全会一致    | コンゴ民主共和国への欧州連合部隊の派遣について                                   | 原文 日本語訳 ウィキソース(英語)                      |
| 1672 | 2006年4月25日  | 採択 12-0-3 | スーダン情勢に関して                                                             | 原文 日本語訳 ウィキソース(英語)                      |
| 1673 | 2006年4月27日  | 全会一致    | 核不拡散に関して                                                                 | 原文 日本語訳 ウィキソース(英語)                      |
| 1674 | 2006年4月28日  | 全会一致    | 紛争における市民の保護に関して                                                   | 原文 日本語訳 ウィキソース(英語)                      |
| 1675 | 2006年4月28日  | 全会一致    | 国際連合西サハラ住民投票ミッションの活動期限延長                                 | 原文 日本語訳 ウィキソース(英語)                      |
| 1676 | 2006年5月10日  | 全会一致    | ソマリアに対する武器禁輸について                                                 | 原文 日本語訳 ウィキソース(英語)                      |
| 1677 | 2006年5月12日  | 全会一致    | 国際連合東ティモール事務所の活動期限延長                                         | 原文 日本語訳 ウィキソース(英語)                      |
| 1678 | 2006年5月15日  | 全会一致    | 国際連合エチオピア・エリトリア派遣団の活動期限延長                               | 原文 日本語訳 ウィキソース(英語)                      |
| 1679 | 2006年5月16日  | 全会一致    | ダルフールにおけるアフリカ連合の活動について                                     | 原文 日本語訳 ウィキソース(英語)                      |
| 1680 | 2006年5月17日  | 採択 13-0-2 | シリアに対してレバノンの事件における調査委員会への協力を要請                     | 原文 日本語訳 ウィキソース(英語)                      |
| 1681 | 2006年5月31日  | 全会一致    | 国際連合エチオピア・エリトリア派遣団の活動期限延長                               | 原文 日本語訳 ウィキソース(英語)                      |
| 1682 | 2006年6月2日   | 全会一致    | 国際連合コートジボワール活動の増強について                                       | 原文 日本語訳 ウィキソース(英語)                      |
| 1683 | 2006年6月13日  | 全会一致    | リベリアに対する武器禁輸について                                                 | 原文 日本語訳 ウィキソース(英語)                      |
| 1684 | 2006年6月13日  | 全会一致    | ルワンダ国際戦犯法廷に関して                                                     | 原文 日本語訳 ウィキソース(英語)                      |
| 1685 | 2006年6月15日  | 全会一致    | 国際連合兵力引き離し監視軍の活動期限延長                                         | 原文 日本語訳 ウィキソース(英語)                      |
| 1686 | 2006年6月15日  | 全会一致    | レバノンにおける国際調査委員会について                                           | 原文 日本語訳 ウィキソース(英語)                      |
| 1687 | 2006年6月15日  | 全会一致    | 国際連合キプロス平和維持軍の活動期限延長                                         | 原文 日本語訳 ウィキソース(英語)                      |
| 1688 | 2006年6月16日  | 全会一致    | リベリア大統領のチャールズ・テーラーの国際司法裁判所への移送について             | 原文 日本語訳 ウィキソース(英語)                      |
| 1689 | 2006年6月20日  | 全会一致    | リベリアにおけるダイヤモンド禁輸や経済制裁について                               | 原文 日本語訳 ウィキソース(英語)                      |
| 1690 | 2006年6月20日  | 全会一致    | 国際連合東ティモール事務所の活動期限延長                                         | 原文 日本語訳 ウィキソース(英語)                      |
| 1691 | 2006年6月22日  | 投票無し    | モンテネグロの国連加盟承認                                                       | 原文 日本語訳 ウィキソース(英語) ウィキソース日本語訳 |
| 1692 | 2006年6月30日  | 全会一致    | 国際連合ブルンジ活動の活動期限延長                                               | 原文 日本語訳 ウィキソース(英語)                      |
| 1693 | 2006年6月30日  | 全会一致    | 国際連合コンゴ民主共和国ミッションの増強について                                 | 原文 日本語訳 ウィキソース(英語)                      |
| 1694 | 2006年7月13日  | 全会一致    | 国際連合リベリア・ミッションの増強について                                       | 原文 日本語訳 ウィキソース(英語)                      |
| 1695 | 2006年7月15日  | 全会一致    | 北朝鮮のミサイル実験に関して                                                     | 原文 日本語訳 ウィキソース(英語) ウィキソース日本語訳 |
| 1696 | 2006年7月31日  | 採択 14-1-0 | イランの核開発に関して                                                           | 原文 日本語訳 ウィキソース(英語)                      |
| 1697 | 2006年7月31日  | 全会一致    | 国際連合レバノン暫定駐留軍の活動期限延長                                         | 原文 日本語訳 ウィキソース(英語)                      |
| 1698 | 2006年7月31日  | 全会一致    | コンゴ民主共和国情勢に関して                                                     | 原文 日本語訳 ウィキソース(英語)                      |
| 1699 | 2006年8月8日   | 全会一致    | 制裁全般に関する国際刑事警察機構との協力について                                 | 原文 日本語訳 ウィキソース(英語)                      |
| 1700 | 2006年8月10日  | 全会一致    | 国際連合イラク支援ミッションの活動期限延長                                       | 原文 日本語訳 ウィキソース(英語)                      |